# La piramide di fango
La piramide di fango è un romanzo di Andrea Camilleri pubblicato nel 2014 dalla casa editrice Sellerio di Palermo che ha come protagonista il commissario di polizia siciliano Salvo Montalbano.

## Trama
Il commissario Montalbano si sveglia a causa di un forte temporale. Dopo aver ascoltato le previsioni del tempo, ricorda il sogno fatto durante la notte: era in una galleria ed era seguito da un ragazzo il quale riportava una ferita e non riusciva a tenere il suo passo. Poco dopo l'agente Fazio, chiamandolo sul cellulare, lo informa che è stato trovato in un cantiere il cadavere di un giovane, morto proprio dopo essere stato ferito, aver tentato una fuga in bicicletta, ed essersi nascosto nella condotta idrica di un cantiere. 
Innanzitutto, Montalbano scopre, grazie all'autopsia fatta dal dottor Pasquano, che il morto è il trentacinquenne Gerlando Nicotra (per gli amici Gigiù) e, per essere morto in tal modo, dev'essere stato sorpreso di notte dall'assassino e doveva vivere nelle vicinanze del cantiere. In effetti, la casa di Nicotra si trova vicino al cantiere dov'è morto e, per di più, Nicotra è il contabile della stessa impresa edile di quel cantiere. Inoltre, il commissario scopre che Gigiù viveva con la bellissima moglie tedesca Inge, ora sparita senza lasciare tracce, ma anche con un misterioso sconosciuto (probabilmente anziano) che, evidentemente per qualche crimine commesso, non voleva lasciare tracce. I sospetti su quest'uomo misterioso aumentano ulteriormente con il tentato omicidio del muratore Saverio Piscopo, il quale aveva cominciato a parlare con la giornalista Lucia Gambardella delle irregolarità commesse dall’impresa che aveva in gestione il cantiere presso cui lavorava.
La Gambardella è una cronista coraggiosa e combattiva e da tempo lavora a un’inchiesta sugli appalti truccati a Vigata. L’edilizia è spesso il terreno fertile per accordi segreti fra politica e criminalità, ma il commissario capisce al volo che la donna, che invita a casa per parlarle a tu per tu, ha messo le mani in qualcosa di molto, molto pericoloso e cerca in ogni modo di suggerirle cautela e di proteggerla. La Gambardella si rende anche conto che chi ha tentato di fare fuori Piscopo ci proverà ancora e, in effetti, Augello (il vicecommissario di Montalbano) riesce miracolosamente a salvare il muratore da un nuovo attentato. Ormai è più che sicuro: la morte di Nicotra e i tentativi di uccidere Piscopo hanno a che fare con un enorme giro di corruzione e malaffare riguardante varie imprese edili della provincia: è come se la "piramide di fango" formatasi con la pioggia nel cantiere in cui lavorata Nicotra fosse costituita da un fango fatto di malaffare, corruzione e, dopo l'assassinio di Nicotra, anche sangue.
Ancora una volta è infiltrata la mafia vigatese, costituita dalla famiglie Sinagra e Cuffaro, in una storia di appalti e riciclaggio di denaro sporco, frutto anche di un accordo con la mafia trapanese. Montalbano scopre, infatti, che l'assassinio di Nicotra è stato commissionato da un certo Emilio Rosales, mafioso trapanese, di ben sei imprese edili ognuna con un quel di Vigàta: i sei cantieri erano poi stati chiusi tutti in una volta, certamente su pressioni fatte dai Sinagra e dai Cuffaro sui politici locali. Il sospetto di un accordo mafioso tra Rosales, Singra e Cuffaro aumenta quando, nel garage della casa di Nicotra, viene trovata una cassaforte vuota, come se Nicotra fosse contabile dei soldi sporchi incassati dalle due mafie e fosse poi stato ucciso per timore che parlasse, una volta fallite tutte imprese di Rosales e chiusi tutti i cantieri. La conferma definitiva dell'accordo arriva quando il giovane Pennisi si presenta col suo avvocato nel commissariato di Montalbano, autoaccusandosi di esser stato amante di Inge e di avere ucciso Nicotra con la sua pistola (trovata nella casa di Nicotra e poi gettata via giù da un ponte) dopo una colluttazione con quest'ultimo, anche lui armato di pistola; inoltre, Pennisi racconta di aver visto il terzo sconosciuto nella casa di Nicotra, che però non era anziano, ma solo in sedia a rotelle, e inoltre aveva un sole rosso tatuato su un braccio. Montalbano capisce che l'autoaccusa di Pennisi è un depistaggio delle indagini; ciononostante, il commissario deve far convalidare dal P.M. l'arresto di Pennisi, per fingere di non aver capito che si tratta di un depistaggio e far venir allo scoperto il vero assassino; purtroppo, però, Pennisi viene assassinato in carcere durante una rissa, certamente per timore che parlasse di nuovo.
Poco dopo, l'ispettore Fazio riesce a scoprire la storia di Rosales: mafioso trapanese di mezza età, aveva messo su varie imprese edilizie per poter riciclare denaro sporco riuscendo a vincere tutti gli appalti per i sei cantieri in quel di Vigata, arrivando però a pestare i piedi ai Sinagra e ai Cuffaro; per questo era stato scoperto nei suoi malaffari ma era stato condannato solo agli arresti domiciliari perché già malato: anche ora, nonostante gli arresti siano terminati, Rosales è costretto a casa dalla malattia e porta dei guanti per non lasciare tracce. Inoltre, la casa in cui Emilio stava era quella di Nicotra, cioè il contabile delle imprese e metteva i soldi in una cassaforte custodita nel garage. Contemporaneamente, Augello racconta a Moltalbano e Fazio che il vicepresidente di un circolo da lui frequentato fino a poco tempo prima, aveva un sole rosso tatuato su un braccio, si chiamava Emilio Rosales ed era attualmente costretto a casa perché debilitato da una grave malattia: l'uomo misterioso nella casa di Nicotra è quindi Emilio Rosales, ormai probabilmente innocuo proprio perché debilitato dalla malattia.
A questo punto, a Montalbano non resta che fare un buco della "piramide di fango", facendo prendere uno spavento a Rosales: non avendo prove certe che sia stato lui a commissionare gli omicidi di Nicotra e di Pennisi, Montalbano, Augello e Fazio si recano da Emilio, ora ospite del nipote Adolfo, con dei guanti fattisi prestare da un amico di Montalbano; quest'ultimo dichiara a Emilio di sapere che quei guanti sono i suoi perché, in essi, sono ritrovate tracce del suo DNA. In questo modo, Montalbano spera che Emilio Rosales confessi i suoi crimini e faccia crollare la "piramide di fango" da lui stesso costruita perché, prossimo a una morte naturale, non rischierebbe di essere anch'egli assassinato né, tanto meno, arrestato. I tre poliziotti si congedano così senza arrestare Emilio Rosales.
Alla fine, giunto a casa, Montalbano trova la fidanzata Livia, con la cagnolina Selene, in costume sulla spiaggia di casa sua e si mette anch'egli in costume per fare il bagno con la fidanzata e la cagnolina.

## Edizioni
- Andrea Camilleri, La piramide di fango, collana La memoria, Sellerio Editore, 2014, ISBN 978-88-389-3191-8.